# Allison Forsyth
Allison Forsyth (ur. 14 października 1978 w Nanaimo) – kanadyjska narciarka alpejska, brązowa medalistka mistrzostw świata.

## Kariera
Po raz pierwszy na arenie międzynarodowej pojawiła się 15 grudnia 1994 roku w Panoramie, gdzie w zawodach FIS Race zajęła trzecie miejsce w gigancie. W 1995 roku wystartowała na mistrzostwach świata juniorów w Voss, gdzie jej najlepszym wynikiem było 34. miejsce w gigancie. Jeszcze trzykrotnie startowała na imprezach tego cyklu, najlepsze wyniki osiągając podczas mistrzostw świata juniorów w Megève w 1998 roku, gdzie była czwarta w slalomie i gigancie. Czwarta w gigancie była również na mistrzostwach świata juniorów w Schladming rok wcześniej.
W zawodach Pucharu Świata zadebiutowała 19 grudnia 1997 roku w Val d’Isère, gdzie nie ukończyła giganta. Pierwsze pucharowe punkty wywalczyła 19 listopada 1998 roku w Park City, zajmując 24. miejsce w gigancie. Na podium zawodów PŚ po raz pierwszy stanęła 28 grudnia 1999 roku w Lienzu, zajmując drugie miejsce w tej samej konkurencji. W zawodach tych rozdzieliła Austriaczkę Anitę Wachter i Birgit Heeb z Liechtensteinu. Łącznie pięć razy stawała na podium, jednak nie odniosła żadnego zwycięstwa. Najlepsze wyniki osiągnęła w sezonie 1999/2000, kiedy to w klasyfikacji generalnej zajęła 24. miejsce, a w klasyfikacji giganta była piąta, gromadząc 398 punktów. Ponadto 24. miejsce w klasyfikacji generalnej zajęła też w sezonie 2000/2001.
Na mistrzostwach świata w Sankt Moritz w 2003 roku wywalczyła brązowy medal w gigancie. W zawodach tych wyprzedziły ją jedynie Anja Pärson ze Szwecji i Włoszka Denise Karbon. Była też między innymi szósta w tej konkurencji podczas mistrzostw świata w St. Anton w 2001 roku. W 2002 roku wystąpiła na igrzyskach olimpijskich w Salt Lake City, gdzie zajęła siódme miejsce w gigancie, a rywalizacji w slalomie nie ukończyła.
W 2007 roku zakończyła karierę.

## Osiągnięcia

### Igrzyska olimpijskie
| Miejsce | Dzień     | Rok  | Miejscowość    | Konkurencja | Czas biegu | Strata | Zwyciężczyni    |
| ------- | --------- | ---- | -------------- | ----------- | ---------- | ------ | --------------- |
| DNF1    | 20 lutego | 2002 | Salt Lake City | Slalom      | 1:46,10    | -      | Janica Kostelić |
| 7.      | 22 lutego | 2002 | Salt Lake City | Gigant      | 2:30,01    | +2,77  | Janica Kostelić |

### Mistrzostwa świata
| Miejsce | Dzień     | Rok  | Miejscowość       | Konkurencja | Czas biegu | Strata | Zwyciężczyni          |
| ------- | --------- | ---- | ----------------- | ----------- | ---------- | ------ | --------------------- |
| 16.     | 11 lutego | 1999 | Vail/Beaver Creek | Gigant      | 2:08,54    | +3,21  | Alexandra Meissnitzer |
| 10.     | 13 lutego | 1999 | Vail/Beaver Creek | Slalom      | 1:33,97    | +1,62  | Zali Steggall         |
| DNF1    | 7 lutego  | 2001 | St. Anton         | Slalom      | 1:32,95    | -      | Anja Pärson           |
| 6.      | 9 lutego  | 2001 | St. Anton         | Gigant      | 2:19,01    | +2,75  | Sonja Nef             |
| 3.      | 13 lutego | 2003 | Sankt Moritz      | Gigant      | 2:30,97    | +1,79  | Anja Pärson           |
| 30.     | 15 lutego | 2003 | Sankt Moritz      | Slalom      | 1:39,55    | +6,21  | Janica Kostelić       |
| DNF1    | 8 lutego  | 2005 | Bormio            | Gigant      | 2:13,63    | -      | Anja Pärson           |
| DNF2    | 11 lutego | 2005 | Bormio            | Slalom      | 1:47,98    | -      | Janica Kostelić       |

### Mistrzostwa świata juniorów
| Miejsce | Dzień     | Rok  | Miejscowość | Konkurencja | Czas biegu | Strata | Zwyciężczyni     |
| ------- | --------- | ---- | ----------- | ----------- | ---------- | ------ | ---------------- |
| DNF1    | 18 marca  | 1995 | Voss        | Slalom      | 1:22,12    | -      | Marlies Oester   |
| 34.     | 20 marca  | 1995 | Voss        | Gigant      | 2:02,46    | +10,50 | Karin Roten      |
| 14.     | 29 lutego | 1996 | Schwyz      | Gigant      | 2:07,15    | +6,70  | Karen Putzer     |
| 18.     | 2 marca   | 1996 | Schwyz      | Slalom      | 1:43,79    | +4,76  | Sandra Hälldahl  |
| DNF2    | 28 lutego | 1997 | Schladming  | Slalom      | 1:38,88    | -      | Tanja Poutiainen |
| 4.      | 1 marca   | 1997 | Schladming  | Gigant      | 1:56,82    | +2,85  | Karen Putzer     |
| 4.      | 28 lutego | 1998 | Megève      | Slalom      | 1:26,48    | +1,09  | Stefanie Wolf    |
| 4.      | 1 marca   | 1998 | Megève      | Gigant      | 1:54,35    | +1,87  | Anja Pärson      |

### Puchar Świata

#### Miejsca w klasyfikacji generalnej
- sezon 1998/1999: 81.
- sezon 1999/2000: 24.
- sezon 2000/2001: 24.
- sezon 2001/2002: 26.
- sezon 2002/2003: 49.
- sezon 2003/2004: 46.
- sezon 2004/2005: 40.
- sezon 2005/2006: 28.

#### Miejsca na podium
1. Lienz – 28 grudnia 1999 (gigant) – 2. miejsce
2. Cortina d'Ampezzo – 23 stycznia 2000 (gigant) – 2. miejsce
3. Cortina d'Ampezzo – 21 stycznia 2001 (gigant) – 2. miejsce
4. Copper Mountain – 21 listopada 2001 (gigant) – 2. miejsce
5. Santa Caterina – 8 stycznia 2005 (gigant) – 3. miejsce